# Saint-Quentin-Fallavier
Saint-Quentin-Fallavier är en kommun i departementet Isère i regionen Auvergne-Rhône-Alpes i sydöstra Frankrike. Kommunen ligger i kantonen La Verpillière som tillhör arrondissementet La Tour-du-Pin. År 2022 hade Saint-Quentin-Fallavier 6 182 invånare.

## Befolkningsutveckling
Antalet invånare i kommunen Saint-Quentin-Fallavier
Referens:INSEE